# Hungersnot in Nordkorea 1994–1998
Die Hungersnot in Nordkorea 1994–1998 wird in Nordkorea als Beschwerlicher Weg oder der Weg des Leidens bezeichnet und beschreibt eine Periode der massenhaften Lebensmittelknappheit und des Hungers im Land. Politisch fällt die Hungersnot mit dem Ende der Herrschaft von Staatsgründer Kim Il-sung sowie den ersten Jahren der Herrschaft von Kim Jong-il zusammen. Als Gründe gelten Ernteausfälle und die Einstellung von Hilfszahlungen aus dem Ausland nach dem Zusammenbruch des Ostblocks sowie die weitverbreitete Misswirtschaft des Regimes. Verlässliche Zahlen zu der Anzahl an Toten, die durch die Hungersnot starben, sind nicht vorhanden und die Erinnerung daran wird im Land bis heute unterdrückt. Hochrechnungen aufgrund der Erzählungen von nordkoreanischen Flüchtlingen gingen ursprünglich von 2 bis 3 Millionen Toten bei einer Bevölkerung von etwas über 22 Millionen aus. Damit würde sie zu den schwersten Hungersnöten des 20. Jahrhunderts zählen. Da die meisten Flüchtlinge allerdings aus den besonders betroffenen Norden des Landes stammen, könnten diese Schätzungen zu hoch gegriffen sein. Die niedrigsten Schätzungen gehen von 200.000 Toten aus. Eine ausführliche Datenanalyse des United States Census Bureau der Volkszählungen in Nordkorea von 1993 und 2008 ging 2011 von einer erhöhten Sterblichkeit in der Periode der Hungersnot von 500.000 bis 600.000 aus.

## Hintergrund
Nur etwa 20 % des bergigen Geländes Nordkoreas sind Ackerland. Ein Großteil des Landes ist nur sechs Monate lang frostfrei und erlaubt nur eine Ernte pro Jahr. Das Land war nie autark in Bezug auf Lebensmittel, und viele Experten halten es für unrealistisch, dies zu erreichen. Vor dem Zusammenbruch des Ostblocks war das Land weitestgehend abhängig von Lebensmittelhilfen und Wirtschaftshilfe aus dem Ausland. Wichtigste Partner waren die Sowjetunion und die Volksrepublik China. Die meisten Nordkoreaner hatten lange vor Mitte der neunziger Jahre Nahrungsmittelmängel erlebt, da das zentral geplante Wirtschaftssystem schon vorher die Nahrungsmittelversorgung nicht garantieren konnte und nicht in der Lage war, auf unvorhergesehene Ereignisse reagieren zu können.

## Ablauf
In den 1980er-Jahren begann die Sowjetunion mit politischen und wirtschaftlichen Reformen. Sie forderte von Nordkorea die Rückzahlung früherer und aktueller Hilfe – Beträge, die Nordkorea nicht zurückzahlen konnte. Bis zum Jahr 1991 löste sich die Sowjetunion auf und beendete alle Hilfs- und Handelskonzessionen wie z. B. billiges Öl. Ohne sowjetische Hilfe endete der Importfluss in den nordkoreanischen Agrarsektor, und die Regierung erwies sich als zu unflexibel, um darauf zu reagieren. Die Wirtschaft des Landes kollabierte und das staatliche System der Versorgung brach zusammen. Der wirtschaftliche Niedergang und die gescheiterte Politik bildeten den Kontext für die Hungersnot, aber die Überschwemmungen Mitte der neunziger Jahre galten als die unmittelbare Ursache. Die verheerenden Überschwemmungen 1995 verwüsteten das Land, es wurden Ackerland, Ernten, Getreidereserven sowie soziale und wirtschaftliche Infrastruktur zerstört. 1996 gab es weitere große Überschwemmungen und 1997 eine Dürre. Aufgrund des Mangels an Energie und Elektrizität konnten Lebensmittel auch nicht mehr über weite Strecken transportiert werden. Mit der weit verbreiteten Zerstörung von Ernten und Nahrungsreserven suchte die Mehrheit der Bevölkerung verzweifelt nach Nahrungsmitteln, sogar in den Gebieten, in denen die Nahrungsmittelproduktion gut etabliert war. 1996 wurde berichtet, dass die Menschen in "den sogenannten bessergestellten Teilen des Landes so hungrig waren, dass sie die Maiskolben aßen, bevor die Ernte voll entwickelt war". Dies verringerte die erwartete Produktion einer bereits verwüsteten Ernte um 50 %. Die Regierung rationierte Lebensmittel und führte eine Kampagne mit dem Namen "Iss zwei Mahlzeiten am Tag" ein. Von den Staatsmedien wurde der Kampf der Bevölkerung gegen den Hunger mit dem revolutionären Kampf von Kim Il-sung verglichen. Im August 1995 beantragte Nordkorea offiziell humanitäre Hilfe, und die internationale Gemeinschaft reagierte entsprechend. Das Land erhielt daraufhin Lebensmittelhilfen aus Südkorea, China, den Vereinigten Staaten, Pakistan, Japan und der Europäischen Union. Das Nordkoreanische Regime zeigte aber weiterhin große Intransparenz hinsichtlich der Krise gegenüber der Weltöffentlichkeit und versuchte politische Konzessionen zu erpressen.
Im Jahr 1997 wurde der nordkoreanische Landwirtschaftsminister So Kwan-hui beschuldigt, für die Regierung der Vereinigten Staaten spioniert und die nordkoreanische Landwirtschaft absichtlich sabotiert zu haben, was zur Hungersnot führte. Infolgedessen wurde er von der nordkoreanischen Regierung öffentlich von einem Exekutionskommando hingerichtet. In den staatlichen Medien wurde die Hungersnot euphemistisch als beschwerlicher Weg bezeichnet und die Erwähnung des Wortes Hungersnot wurde verboten, da dieses auf ein Versagen der Regierung hindeuten könnte. Wer eine Hungersnot erwähnte oder sich beschwerte, hatte mit ernsthaften Sanktionen zu rechnen.

## Folgen
Die Hungersnot verursachte den unmittelbaren Tod von hunderttausenden Menschen. Die genaue Zahl der Todesfälle in der akuten Phase der Krise von 1994 bis 1998 ist ungewiss. Laut dem Forscher Andrei Lankow werden sowohl das extrem hohe als auch das niedrige Extrem der Schätzungen als ungenau angesehen. In den Jahren 2001 und 2007 haben unabhängige Forschergruppen geschätzt, dass zwischen 600.000 und 1 Million Menschen oder 3 bis 5 Prozent der Bevölkerung vor der Krise an Hunger und Unterernährung gestorben sind. Hungernde Bauern und Kinder zogen in der Zeit über das Land auf der Suche nach Nahrung und sollen auch Gras und Baumrinde gegessen haben. Es gibt Berichte über Leichen, die in den Straßen lagen, und Vorkommnisse von Kannibalismus. Das Regime weigerte sich dennoch, eine Politik zu verfolgen, die die Einfuhr und Verteilung von Lebensmitteln ohne Diskriminierung in allen Regionen des Landes ermöglicht hätte. Das Essen wurde entsprechend ihrer politischen Stellung und ihrer Loyalität gegenüber dem Staat an die Menschen verteilt. Menschen überall waren von der Krise betroffen, unabhängig von Geschlecht, Zugehörigkeit oder sozialer Schicht. Während der Hungersnot war allerdings die Bevölkerung der östlichen und nördlichen Provinzen des Landes besonders stark betroffen. Da der Staat selbst alle Nahrungsmittel verteilte, verhungerten insbesondere von dem Staat als unerwünscht angesehene Personen und Familien massenhaft, welche durch das Songbun-System klassifiziert wurden. Kinder, insbesondere unter zwei Jahren, waren am stärksten von der Hungersnot und der Armut dieser Zeit betroffen. Die Weltgesundheitsorganisation meldete Sterblichkeitsraten für Kinder bei 93 von 1000, während die von Säuglingen bei 23 von 1000 angegeben wurden. Die Hungersnot führte zu einer Bevölkerung von obdachlosen Migrantenkindern, welche bettelnd und nach Nahrung suchend durch das Land zogen, die als Kotjebi bekannt wurden. Obwohl das Militär eine bevorzugte Stellung in Nordkorea besitzt, wurde es für seine eigene Versorgung verantwortlich gemacht und so hungerten auch viele Soldaten.
Als weitere Folgen der Hungersnot gelten steigende Zahlen von Flüchtlingen aus Nordkorea, welche den Grenzfluss Yalu überquerten, um nach China zu gelangen. Das System der staatlichen Versorgung von Nahrungsmitteln brach zusammen und wurde durch Schwarzmärkte ersetzt. Andrei Lankow hat diesen Prozess als „natürlichen Tod des nordkoreanischen Stalinismus“ beschrieben.